# Арлашин, Василий Акимович
Арлашин Василий Акимович родился 1923г. в с. Свинчус, Шиловского р-на Рязанской области. Член союза художников СССР. Автор тематических картин и многочисленных портретов (К.Э. Циолковского, Ч. Айтматова) .
Прошел обучение мастерству в изостудии в г. Фрунзе. С 1944 по 1945 годы работал в качестве военного художника в студии. М.Б. Грекова. В 1952г. окончил Московский художественный институт имени В. И. Сурикова, где учился в мастерской П.Д. Покаржевского.
Работы художника хранятся в Музее современной истории России, в Центральном Музее Вооруженных сил, в Музее Академии Художеств в Санкт-Петербурге, в художественных музеях Фрунзе, Алматы, Орджоникидзе и других городов. Награжден грамотой Верховного Совета Киргизской ССР за ряд картин о современной Киргизии.
Участник выставок с 1939 года. Участвовал в оформлении павильона «Киргизская ССР» на ВСХВ (1954). Работы экспонировались на Международной выставке молодежи и студентов в Бухаресте в 1953 году
Умер в 1998г. в г. Москва.

## Основные работы
- "Норвегия" (1953г.),
- «Ночная Москва» (1958г.),
- «Дождь идет» (1958г.),
- «Телятницы» (1960г.),
- «Прогулка по Садовому кольцу» (1965г.),
- «Осень. Киргизия» (1970г.),
- «На летнем пастбище» (1973г.),
- «Сусамьир» (1973г.).